# Rio Songhua

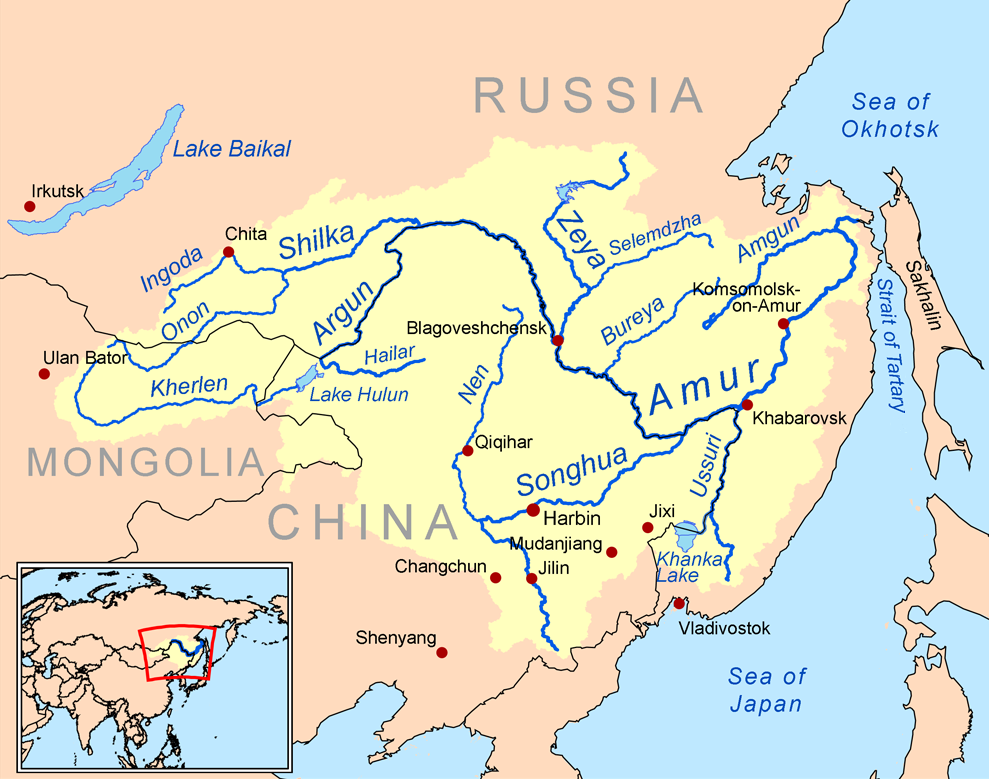
A foz do Rio Songhua é um afluente do Rio Amur.

O rio Songhua (chinês: 松花江, pinyin: sōng hūa jīang) é um dos rios mais longos da China.
Percorre o nordeste do país e é o maior afluente do rio Amur, estendendo-se por 1927 km desde as Montanhas de Changbai através das províncias de Heilongjiang e Jilin. A sua bacia abrange 549.090 km². É navegável até Harbin, em embarcações de tamanho médio.
Chama-se sunggari ula (rio branco) na língua manchu, e "Sungari" (Сунгари) na língua russa.
Neste rio ocorreram graves problemas de poluição por benzeno, na sequência das explosões na usina petroquímica de Jilin de 2005, o que levou a um grave conflito entre a República Popular da China e a Rússia.